# Deportazione degli intellettuali armeni del 24 aprile 1915
La deportazione degli intellettuali armeni è convenzionalmente considerata come l'inizio del genocidio armeno. I leader della comunità armena nella capitale ottomana di Costantinopoli (oggi Istanbul), e successivamente in altre località, furono arrestati e trasferiti in due centri di detenzione vicino ad Angora (oggi Ankara). L'ordine in tal senso fu dato dal ministro dell'Interno Talaat Pasha il 24 aprile 1915. Quella notte fu arrestata la prima ondata di 235-270 intellettuali armeni di Costantinopoli. Con l'adozione della Legge Tehcir il 29 maggio 1915, questi detenuti furono successivamente ricollocati all'interno dell'Impero ottomano; la maggior parte di loro alla fine fu uccisa. Sopravvissero in più di 80 come Vrtanes Papazian, Aram Andonian e Komitas.
L'evento è stato descritto dagli storici come una decapitazione dei vertici, che aveva lo scopo di privare la popolazione armena della leadership e di un'eventuale resistenza. Per commemorare le vittime del genocidio armeno, il 24 aprile si celebra come Giorno del Ricordo per il genocidio armeno.
Osservata per la prima volta nel 1919 nel quarto anniversario degli eventi di Costantinopoli, il 24 aprile è generalmente considerata la data d'inizio del genocidio. Da allora, il genocidio armeno è stato commemorato ogni anno nello stesso giorno, diventando una ricorrenza nazionale in Armenia e nella Repubblica dell'Artsakh ed è osservata dalla diaspora armena in tutto il mondo.

## Deportazione

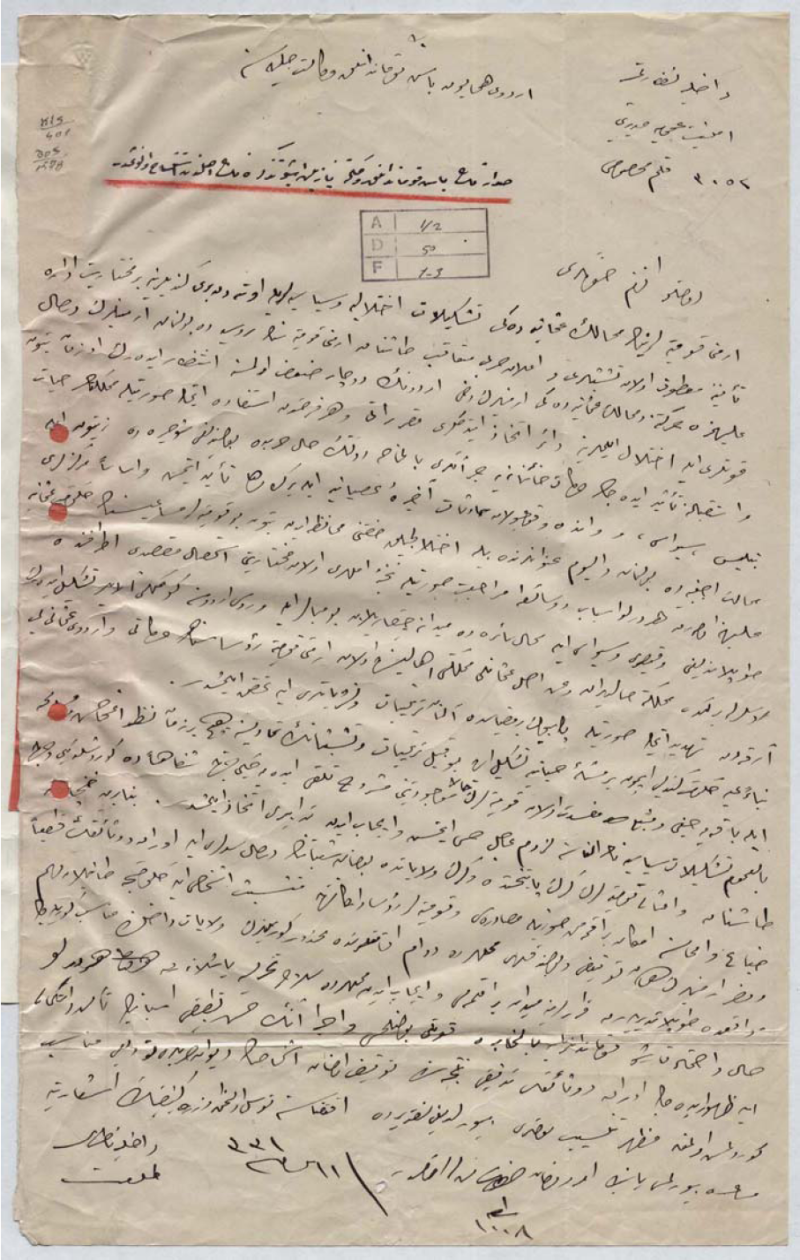
Copia originale dell'istruzione del Ministero dell'Interno del 24 aprile 1915

### Detenzione
Il 24 aprile 1915 il Ministro dell'Interno ottomano Talaat Pasha emise l'ordine di detenzione. L'operazione iniziò alle 20:00 a Costantinopoli, e venne guidata da Bedri Bey, il capo della polizia di Costantinopoli. Nella notte tra il 24 e il 25 aprile 1915, in una prima ondata da 235 a 270 leader armeni di Costantinopoli, tra i quali ecclesiastici, medici, editori, giornalisti, avvocati, insegnanti, politici e altri, furono arrestati su istruzione del Ministero dell'Interno. Le discrepanze nei numeri possono essere spiegate dalle incertezze della polizia mentre imprigionavano persone con lo stesso nome.
Ci furono ulteriori deportazioni dalla capitale. Il primo compito era quello di identificare i detenuti i quali venivano poi trattenuti per un giorno in una stazione di polizia (in turco ottomano: Emniyeti Umumiye) e nella prigione centrale. Una seconda ondata di arresti portò la cifra tra 500 e 600.
Alla fine di agosto 1915, circa 150 armeni con cittadinanza russa furono deportati da Costantinopoli in centri di detenzione. Alcuni dei detenuti, compreso lo scrittore Alexander Panossian (1859-1919), furono rilasciati lo stesso fine settimana prima ancora di essere trasferiti in Anatolia. In totale, si stima che 2.345 notabili armeni siano stati detenuti e alla fine deportati, la maggior parte dei quali non erano nazionalisti e non avevano alcuna affiliazione politica.

### Centri di detenzione
Dopo l'approvazione della legge Tehcir il 29 maggio 1915, gli armeni rimasti nei due centri di detenzione furono deportati nella Siria ottomana. La maggior parte degli arrestati fu trasferita dalla prigione centrale su Saray Burnu con il piroscafo n. 67 della compagnia Şirket alla stazione ferroviaria di Haydarpaşa. Dopo aver atteso dieci ore, il giorno successivo furono portati con un treno speciale in direzione di Angora (Ankara).
L'intero convoglio era composto da 220 armeni. Un capotreno armeno ottenne un elenco dei nomi dei deportati che fu consegnato al patriarca armeno di Costantinopoli, Zaven Der Yeghiayan, che tentò immediatamente invano di salvare il maggior numero possibile di deportati. L'unico ambasciatore straniero ad aiutarlo nei suoi sforzi fu l'ambasciatore statunitense Henry Morgenthau. Dopo un viaggio in treno di 20 ore, i deportati scesero a Sincanköy (vicino ad Angora) il martedì a mezzogiorno. Alla stazione Ibrahim, il direttore della prigione centrale di Costantinopoli, fece una selezione dei deportati dividendoli in due gruppi.
Un gruppo fu inviato a Çankırı (e Çorum tra Çankırı e Amasya) e l'altro ad Ayaş. Quelli separati per Ayaş vennero trasportati su carri per un paio d'ore. Quasi tutti furono uccisi diversi mesi dopo nelle gole vicino ad Angora. Solo 10 (o 13) deportati di questo gruppo fu concesso il permesso di tornare a Costantinopoli da Ayaş. Un gruppo di 20 arrestati successivi del 24 aprile arrivò a Çankırı intorno al 7 o 8 maggio 1915. Circa 150 prigionieri politici furono detenuti ad Ayaş, e altri 150 prigionieri intellettuali furono detenuti a Çankırı.

### Corte marziale
Alcuni notabili come il dottor Nazaret Daghavarian e Sarkis Minassian furono rimossi il 5 maggio dalla prigione di Ayaş e portati sotto scorta militare a Diyarbakır insieme a Harutiun Jangülian, Karekin Khajag e Rupen Zartarian per comparire davanti a una corte marziale. Apparentemente, vennero assassinati da gruppi paramilitari sponsorizzati dallo Stato guidati da Cherkes Ahmet e dai luogotenenti Halil e Nazim, in una località chiamata Karacaören poco prima di arrivare a Diyarbakir. Marzbed, un altro deportato, fu inviato a Kayseri per comparire davanti a una corte marziale il 18 maggio 1915.
I militanti responsabili degli omicidi furono processati e giustiziati a Damasco da Djemal Pasha nel settembre 1915; l'incidente divenne in seguito oggetto di un'indagine del 1916 da parte del Parlamento ottomano guidato da Artin Boshgezenian, il deputato di Aleppo. Dopo il rilascio di Marzbed dalla corte, lavorò sotto una falsa identità ottomana per i tedeschi a Intilli (tunnel ferroviario di Amanus). Fuggì a Nusaybin, dove cadde da cavallo e morì poco prima dell'armistizio.

### Pubblicazione

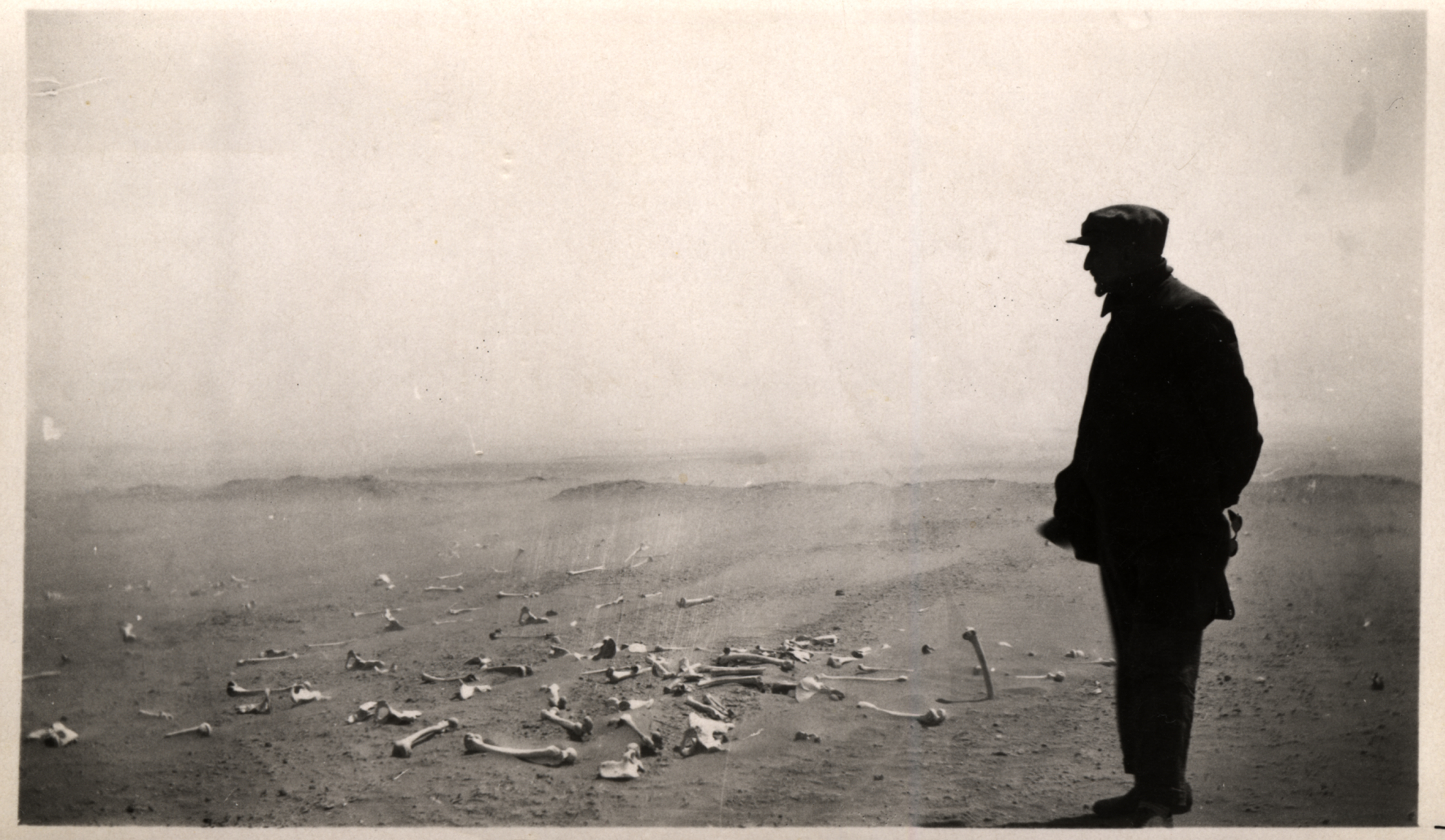
"Il leader armeno Papasian considera gli ultimi resti degli orribili omicidi a Deir ez-Zor nel 1915-1916".

Diversi prigionieri vennero rilasciati con l'aiuto di varie persone influenti che intervennero a loro favore. [22] Cinque deportati da Çankırı furono liberati su intervento dell'ambasciatore degli Stati Uniti Henry Morgenthau. In totale, a 12 deportati fu concesso il permesso di tornare a Costantinopoli da Çankırı. Questi erano Komitas, Piuzant Kechian, Dr. Vahram Torkomian, Dr. Parsegh Dinanian, Haig Hojasarian, Nshan Kalfayan, Yervant Tolayan, Aram Kalenderian, Noyig Der-Stepanian, Vrtanes Papazian, Karnik Injijian e Beylerian junior. A quattro deportati venne concesso il permesso di tornare da Konya. Questi erano Apig Miubahejian, Atamian, Kherbekian e Nosrigian.
I restanti deportati erano sotto la protezione del governatore del Vilayet di Angora. Mazhar Bey sfidò gli ordini di deportazione di Talat Pasha, il ministro degli Interni, e venne sostituito dal membro del comitato centrale Atif Bey entro la fine del luglio 1915.

### Sopravvissuti
Dopo l'armistizio di Mudros (30 ottobre 1918), diversi intellettuali armeni sopravvissuti tornarono a Costantinopoli, che era sotto un'occupazione alleata. Avviarono una breve, ma intensa attività letteraria che terminò nel 1923, con la vittoria turca. Coloro che scrissero memorie e libri sui loro racconti durante la deportazione si citano Grigoris Balakian, Aram Andonian, Yervant Odian, Teotig e Mikayel Shamtanchyan. Altri sopravvissuti, come Komitas, svilupparono gravi casi di disturbo da stress post-traumatico. Komitas subì 20 anni di cure in manicomi fino alla sua morte nel 1935.

## Giorno del ricordo

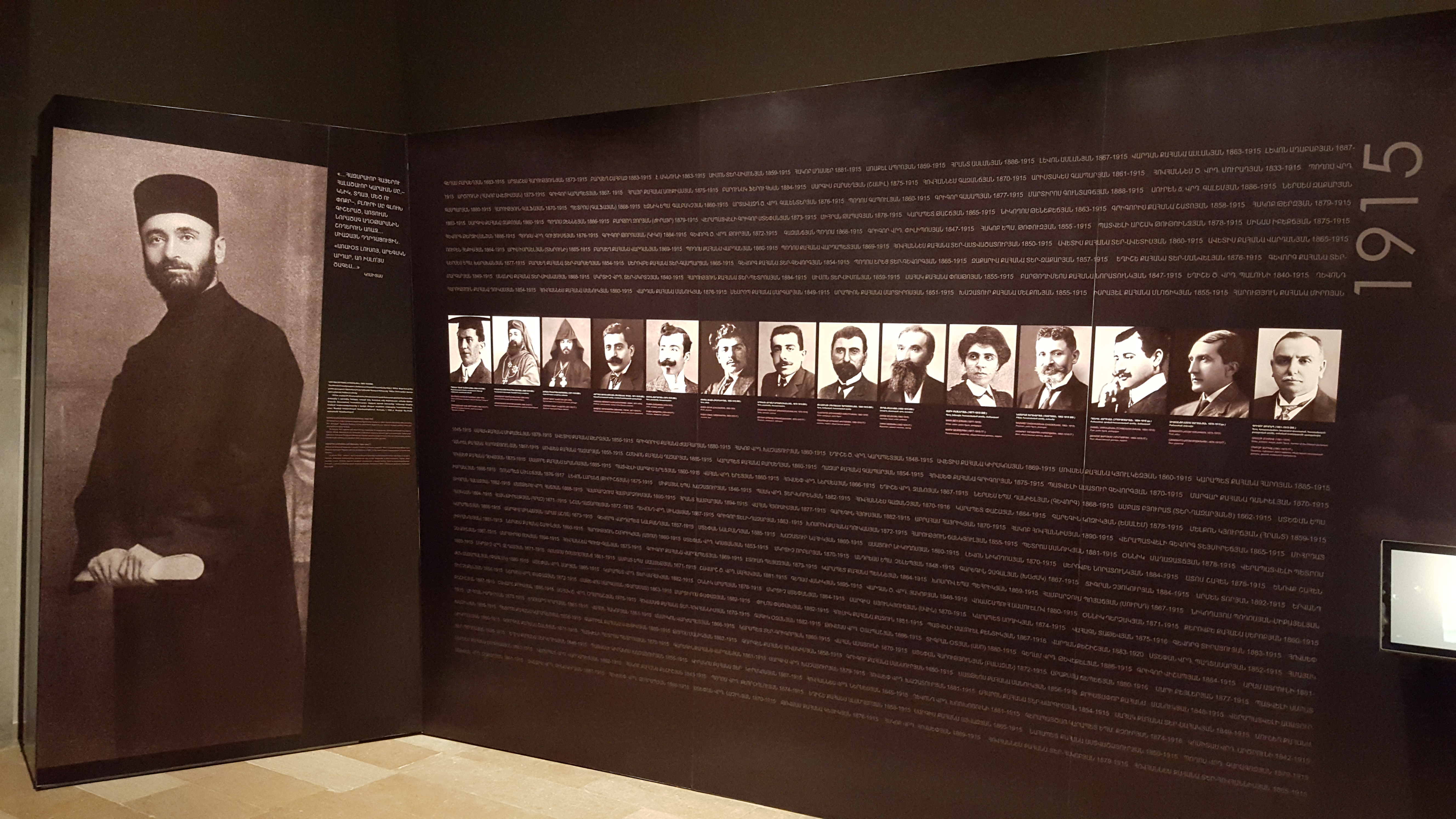
Una mostra dedicata agli intellettuali deportati al museo del genocidio di Yerevan.

La data ufficiale del ricordo del genocidio armeno è il 24 aprile, giorno che ha segnato l'inizio della deportazione degli intellettuali armeni. La prima commemorazione, organizzata da un gruppo di sopravvissuti al genocidio armeno, si tenne a Istanbul nel 1919 presso la locale chiesa armena della Santa Trinità. Molte personalità di spicco della comunità armena parteciparono alla commemorazione. Dopo la commemorazione iniziale nel 1919, la data divenne il giorno annuale del ricordo del genocidio armeno.